# محک (رایانش)
محک (به انگلیسی: benchmark) در رایانش، به معنی اجرای یک برنامه رایانه‌ای، یا مجموعه‌ای از برنامه‌ها، یا عملیات دیگر برای «ارزیابی کارایی نسبی یک شیء» است، که این عملیات به صورت نرمال توسط «اجرای تعدادی آزمون و آزمایش» دربرابر آن شیء انجام می‌شود. معمولاً از اصطلاح محک یا benchmark برای اشاره به «برنامه‌های محک‌زنی استادانه طراحی‌شده» هم استفاده می‌شود.